# Vestidet negre

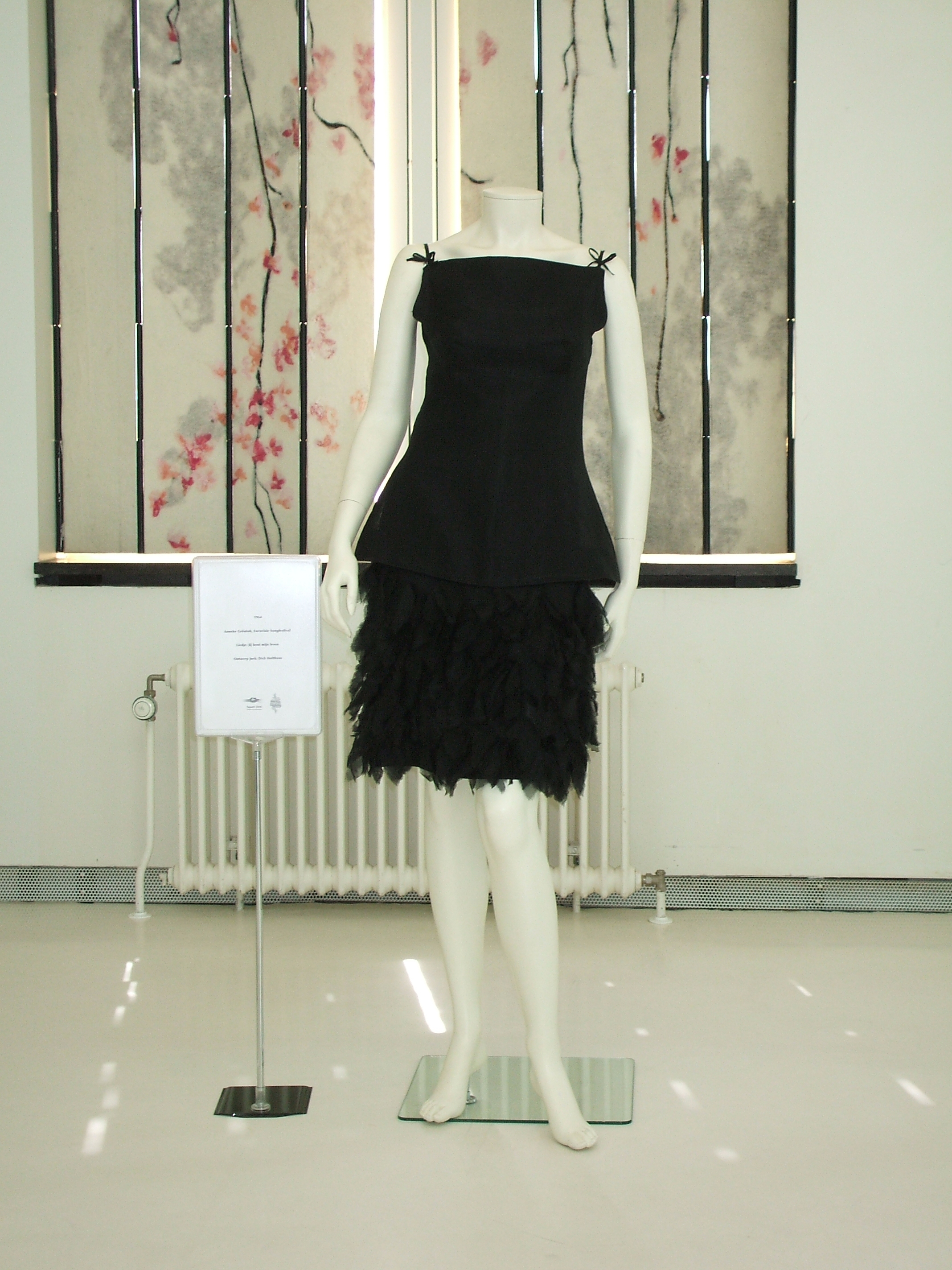
Vestidet negre de 1964, força representatiu de l'estil de la dècada

El vestidet negre és un vestit de còctel o de nit de tall senzill i alhora elegant, generalment bastant curt, i de color negre. Sovint es considera peça indispensable de tot guarda-roba femení. Es pot dur de dia, per exemple amb jaqueta curta, com a indumentària formal o de feina, i de nit com a vestit de festa, complementat amb joies, bijuteria o accessoris diversos. Es considera, així mateix, que ha d'ésser peça de llarga durada, de manera que convé que el disseny sigui ben senzill, atès que si responia a les característiques d'un estil molt determinat, aviat es veuria passat de moda.
El concepte de vestidet negre fou creació de Coco Chanel (petite robe noire), amb un model presentat el 1926, amb l'objectiu conscient d'establir una tipologia de vestit durador, elegant dins la senzillesa, versàtil en l'ús i, a més, assequible per a dones de totes les classes socials; el negre fou triat com a color neutre i susceptible de combinacions múltiples. Al moment de néixer no mancava d'agosarament: fins llavors el color negre es connotava amb la viudesa, d'una banda, i amb les criades dels rics, de l'altra.
Amb alts i baixos i transformacions segons les modes, el vestidet negre ha estat vigent de manera ininterrompuda des de mitjans dels anys vint; als anys vuitanta la seva funcionalitat es veié confirmada, encara, amb la represa del gust per l'elegància tradicional.
Entre els exemples icònics de vestidet negre hi ha el que lluïa Audrey Hepburn al film Esmorzar amb diamants.